# Colección histórica
Colección histórica es un álbum doble recopilatorio del grupo uruguayo de art-rock, La Tabaré Banda, editado el 16 de noviembre de 2010 por la discográfica Bizarro Records. Pertenece a la serie homónima lanzada por ese sello, conteniendo una selección de temas pertenecientes a todos sus álbumes.
Incluye también a pedido de Rivero, algunas versiones inéditas de los temas editados anteriormente: "Retro cantata onírica Nº 115", "Las raíces desteñidas / Los rapiñeros", "No me dejes perderte", "Apuntes sobre los últimos días del Siglo XX", "En tiempos de mala magia" y "Patada en el bajo beat"
La carátula del álbum es una foto de Alejandro Persichetti sobre una idea de Rivero de mostrar el paso del tiempo en los cinco músicos de La Tabaré. Para eso se llamó a amigos muy allegados: Sheila Bonino (productora musical, mánager, etc.), Andrés Rega (manager de La Tabaré desde 1992 a 2012), Mario Pires (poeta), Daniel Ovidio Fernández (integrante de La Ovidio Titers’s Band, que participó en innumerables toques de la banda) y Gustavo Vallés (ex músico de Euterpe).

## Lista de canciones
Todos  los temas pertenecen en letra y música a Tabaré J. Rivero, excepto los indicados.
| Disco 1 |                                                               |          |  |
| N.º     | Título                                                        | Duración |  |
| 1.      | «Sigue siendo rocanrol» (de Rocanrol del arrabal)             | 1:55     |  |
| 2.      | «Todo el mundo cambió» (de Rocanrol del arrabal)              | 2:43     |  |
| 3.      | «Psicoanálisis» (de Sigue siendo rocanrol)                    | 2:53     |  |
| 4.      | «¡Urgente, urgente!» (de Apunten... ¡fuego!!)                 | 3:32     |  |
| 5.      | «Retrocanta onírica Nro. 115» (versión inédita)               | 6:04     |  |
| 6.      | «2 X 3 llueve» (de Yoganarquía)                               | 3:11     |  |
| 7.      | «Las raíces desteñidas / Los rapiñeros» (versión inédita)     | 3:17     |  |
| 8.      | «La mugre de tus orejas» (de Rocanrol del arrabal)            | 3:41     |  |
| 9.      | «Nuestra poética preciosa» (de Placeres del sado-musiquismo)  | 1:51     |  |
| 10.     | «Perdón el cuestionario» (de Sopita de gansos)                | 1:11     |  |
| 11.     | «Memorias de la sirvienta» (de Que te recontra)               | 3:51     |  |
| 12.     | «Malambo delictivo» (de Rocanrol del arrabal)                 | 3:04     |  |
| 13.     | «Gurisito» (Daniel Viglietti) (de Chapa, pintura, lifting)    | 2:37     |  |
| 14.     | «Sabotaje» (de Archivoteca de rescatacánticos y poemazacotes) | 8:45     |  |
| 15.     | «¡Guarda el monstruo!» (de Cabarute)                          | 3:37     |  |
| 16.     | «A pesar de todo» (de Placeres del sado-musiquismo)           | 3:56     |  |

| Disco 2 | |          |  |
| N.º     | Título | Duración |  |
| 1.      | «Rocanrol y después» (Letra: Tabaré J. Rivero - Música: Hernán Rodríguez) (de Cabarute)                                      | 4:11     |  |
| 2.      | «Vivir (es mucho)» (de Rocanrol del arrabal)                                                                                 | 4:12     |  |
| 3.      | «No me dejes perderte» (versión inédita)                                                                                     | 2:53     |  |
| 4.      | «¡Que noche la de aquel día!» (de Sopita de gansos)                                                                          | 2:57     |  |
| 5.      | «Alegrís» (de Que te recontra)                                                                                               | 4:09     |  |
| 6.      | «Be-bop» (de Apunten... ¡fuego!!)                                                                                            | 1:06     |  |
| 7.      | «De actores & camarines» (de Placeres del sado-musiquismo)                                                                   | 3:19     |  |
| 8.      | «A telón cerrado» (de Sigue siendo rocanrol)                                                                                 | 3:16     |  |
| 9.      | «Un romancero» (de Rocanrol del arrabal)                                                                                     | 2:12     |  |
| 10.     | «El orden de las cosas» (Letra: Tabaré J. Rivero - Música: Rudy Mentario) (de Archivoteca de rescatacánticos y poemazacotes) | 4:45     |  |
| 11.     | «Invisibilizaciones» (de Cabarute)                                                                                           | 8:29     |  |
| 12.     | «Apuntes sobre los últimos días del siglo XX» (versión inédita)                                                              | 5:15     |  |
| 13.     | «La canción del ganso» (de Sopìta de gansos)                                                                                 | 2:35     |  |
| 14.     | «Somos todos subversivos» (de Rocanrol del arrabal)                                                                          | 3:19     |  |
| 15.     | «En tiempos de mala magia» (versión inédita)                                                                                 | 3:24     |  |
| 16.     | «Patada en el bajo beat» (versión inédita)                                                                                   | 2:21     |  |